# Diocesi di Hưng Hóa
La diocesi di Hưng Hóa (in latino Dioecesis Hung Hoaensis) è una sede della Chiesa cattolica in Vietnam suffraganea dell'arcidiocesi di Hanoi. Nel 2023 contava 267.400 battezzati su 8.010.300 abitanti. È retta dal vescovo Dominique Hoàng Minh Tiến.

## Territorio
La diocesi è situata nella parte nord-occidentale del Vietnam e comprende:
- per intero le province di Yên Bái, Lào Cai, Lai Châu, Điện Biên e Sơn La;
- la maggior parte delle province di Phu Tho e di Hoa Binh
- e parte della città di Hanoi e delle province di Ha Giang e di Tuyen Quang.

Sede vescovile è la città di Son Tay, all'interno dell'area metropolitana di Hanoi, dove si trova la cattedrale di Santa Teresa del Bambin Gesù. Il nome della diocesi, Hưng Hóa, deriva da quello di un'antica provincia dell'epoca della dinastia Nguyễn.
Il territorio si estende su 58.000 km² ed è suddiviso in 160 parrocchie.

## Storia
Il vicariato apostolico del Tonchino superiore fu eretto il 15 aprile 1895 con il breve Sublimis hic Apostolicae di papa Leone XIII, ricavandone il territorio dal vicariato apostolico del Tonchino occidentale (oggi arcidiocesi di Hanoi).
Il 3 dicembre 1924 assunse il nome di vicariato apostolico di Hưng Hóa in forza del decreto Ordinarii Indosinensis della Congregazione di Propaganda Fide.
Il 24 novembre 1960 il vicariato apostolico è stato elevato a diocesi con la bolla Venerabilium Nostrorum di papa Giovanni XXIII.

## Cronotassi dei vescovi
Si omettono i periodi di sede vacante non superiori ai 2 anni o non storicamente accertati.
- Paul-Marie Ramond, M.E.P. † (18 aprile 1895 - 21 maggio 1938 dimesso)
- Gustave-Georges-Arsène Vandaele, M.E.P. † (21 maggio 1938 succeduto - 21 novembre 1943 deceduto)
- Jean-Maria Mazé, M.E.P. † (11 gennaio 1945 - 5 marzo 1960 dimesso)
- Pierre Marie Nguyễn Huy Quang † (5 marzo 1960 - 14 novembre 1985 deceduto)
- Joseph Phan Thế Hinh † (14 novembre 1985 succeduto - 22 gennaio 1989 deceduto)
- Joseph Nguyễn Phụng Hiểu † (3 dicembre 1990 - 9 maggio 1992 deceduto)
  - Sede vacante (1992-2003)[4]
- Antoine Vũ Huy Chương (5 agosto 2003 - 1º marzo 2011 nominato vescovo di Ðà Lat)
- Jean Marie Vũ Tất (1º marzo 2011 - 29 agosto 2020 ritirato)[5]
- Dominique Hoàng Minh Tiến, dal 18 dicembre 2021

## Statistiche
La diocesi nel 2023 su una popolazione di 8.010.300 persone contava 267.400 battezzati, corrispondenti al 3,3% del totale.
| anno | popolazione | popolazione | popolazione | presbiteri | presbiteri | presbiteri | presbiteri                | diaconi | religiosi | religiosi | parrocchie |
| anno | battezzati  | totale      | %           | numero     | secolari   | regolari   | battezzati per presbitero | diaconi | uomini    | donne     | parrocchie |
| ---- | ----------- | ----------- | ----------- | ---------- | ---------- | ---------- | ------------------------- | ------- | --------- | --------- | ---------- |
| 1949 | 67.568      | 1.200.000   | 5,6         | 70         | 52         | 18         | 965                       |         |           | 65        | 42         |
| 1962 | 70.181      | 1.920.000   | 3,7         | 32         | 32         |            | 2.193                     |         |           | 34        | 23         |
| 1979 | 100.000     | 5.000.000   | 2,0         | 25         | 25         |            | 4.000                     |         |           |           | 34         |
| 1993 | 172.450     | 7.384.600   | 2,3         | 17         | 17         |            | 10.144                    |         |           | 65        | 40         |
| 2000 | 182.346     | 6.042.285   | 3,0         | 18         | 18         |            | 10.130                    |         |           | 84        | 73         |
| 2001 | 191.245     | 7.145.623   | 2,7         | 16         | 16         |            | 11.952                    |         |           | 97        | 76         |
| 2002 | 196.417     | 7.161.872   | 2,7         | 17         | 17         |            | 11.553                    |         |           | 102       | 77         |
| 2003 | 197.436     | 6.352.194   | 3,1         | 24         | 24         |            | 8.226                     |         |           | 102       | 73         |
| 2004 | 198.000     | 6.350.000   | 3,1         | 24         | 24         |            | 8.250                     |         |           | 112       | 73         |
| 2006 | 205.020     | 6.581.000   | 3,1         | 35         | 35         |            | 5.857                     |         |           | 142       | 73         |
| 2013 | 235.500     | 7.263.000   | 3,2         | 71         | 62         | 9          | 3.316                     |         | 9         | 246       | 94         |
| 2016 | 243.000     | 7.506.000   | 3,2         | 95         | 81         | 14         | 2.557                     |         | 16        | 314       | 116        |
| 2019 | 252.796     | 7.747.365   | 3,3         | 139        | 107        | 32         | 1.818                     |         | 32        | 380       | 116        |
| 2021 | 261.119     | 7.844.000   | 3,3         | 161        | 124        | 37         | 1.621                     |         | 37        | 417       | 117        |
| 2023 | 267.400     | 8.010.300   | 3,3         | 189        | 148        | 41         | 1.414                     |         | 41        | 440       | 160        |